# 索斯尼夫卡 (舊桑博爾區)
49°23′39″N 22°47′42″E / 49.39417°N 22.79500°E
索斯尼夫卡（烏克蘭語：Соснівка），是烏克蘭西部的村莊，隸屬利維夫州的桑比爾區。該村處於利寧卡河畔，面積1.09平方公里，海拔高度567米，2001年人口180。